# St. Veit (Straubing)
Koordinaten: 48° 52′ 49,9″ N, 12° 34′ 10,7″ O

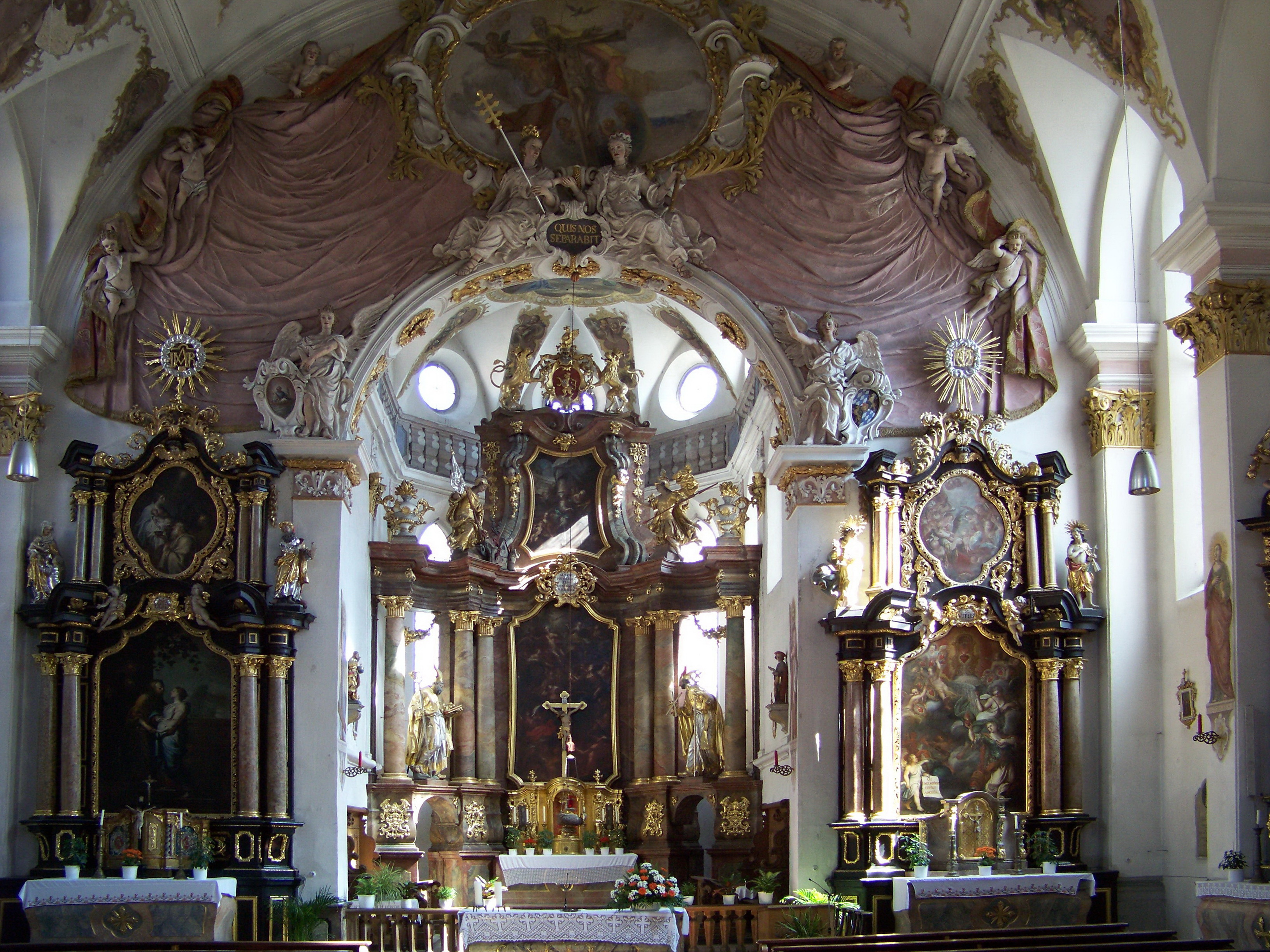
Innenansicht von Sankt Veit

Die Kirche St. Veit ist eine gotische Saalkirche und eine katholische Filialkirche in der Stadt Straubing.

## Geschichte
Die nach dem Stadtbrand 1393 in der Nähe des ehemaligen Steinertors als Votivkirche erbaute spätgotische St.-Veits-Kirche wurde 1404 durch den Regensburger Weihbischof Seyfried dem heiligen Vitus, Schutzpatron gegen die Verwüstungen des Feuers, geweiht. Sie ist seit 1450 Sitz der Priesterbruderschaft St. Salvator. 1702/03 erfolgte ein barockisierender Ausbau unter anderem mit den Figuren der Ecclesia und Bavaria. Die Altarblätter an den ersten beiden Seitenwänden, die Feuerproben der hl. Kunigunde und des hl. Tiburtius sind laut Überlieferung 1718 von Cosmas Damian Asam gemalt worden. Eine weitere barocke Umgestaltung des Innenraums erfolgte 1762 u. a. mit Fresken von Felix Hölzl. Nach dem Zweiten Weltkrieg nutzten auch evangelische Christen die Kirche zu Gottesdiensten, da deren Christuskirche durch Bombenangriffe zerstört worden war. 1961 erfolgte eine Restaurierung des Kircheninneren durch den Straubinger Kunstmaler Albert Lauerbach. Für das Jahr 2021 ist mit einer abschließenden Renovierung der inzwischen aus baulichen Gründen geschlossenen Kirche zu rechnen.

## Baubeschreibung
Die Beschreibung des Bayerischen Landesamts für Denkmalpflege für das geschützte Baudenkmal (Denkmal-Nr. D-2-63-000-15) lautet:

„Kath. Filialkirche St. Veit, Am Platzl 1, Saalkirche mit Steildach und eingezogenem, fünfseitig geschlossenem Chor, Flankenturm mit Zwiebelhaube, gotisch, 1393–1404, barockisierender Ausbau 1702/03, zweite Barockisierung 1762; mit Ausstattung“